# Rudi Altig
Rudi Altig, född den 18 mars 1937 i Mannheim, död den 11 juni 2016 i Remagen, var en tysk tävlingscyklist på både landsväg och bana. På landsväg vann han Vuelta a España 1962 och blev världsmästare i linjelopp 1966. På bana blev han världsmästare i individuellt förföljelselopp för amatörer 1959 och för professionella 1960 och 1961.
Efter karriären fortsatte Altig inom cykelsporten, bland annat som förbundstränare, sportdirektör, tävlingsledare, teknisk rådgivare (för cykeltillverkaren Schauff i tre decennier) och radio-/tv-kommentator/-expert (för Eurosport och ARD).
Även Rudi Altigs äldre bror, Willi Altig, var professionell tävlingscyklist och han vann bland annat en etapp i Giro d'Italia 1964. Utomhusvelodromen i Mannheim är uppkallad efter bröderna.
Rudi Altig utsågs till Sportler des Jahres ("Årets sportsperson") 1966 och samma år erhöll han också Tysklands främsta idrottsutmärkelse, Silberne Lorbeerblatt ("silver-lagerbladet"). 1997 tilldelades han Förbundsrepubliken Tysklands förtjänstorden.

## Meriter

### Landsväg
1960
Vinnare av etapp 7 i Deutschland Tour
1961
4:a i Genua–Nice
6:a totalt i Deutschland Tour
1962
Vinnare  totalt av Vuelta a España
Vinnare  av poängtävlingen
Vinnare av etapperna 2, 7 och 15
Tour de France
Vinnare  av poängtävlingen
Vinnare av etapperna 1, 3 och 17
Vinnare av Critérium des As
Vinnare av Manx Trophy
Vinnare av GP de Cannes
Vinnare av Trofeo Baracchi (med Jacques Anquetil)
Vinnare av etapperna 2 och 3 i Deutschland Tour
Vinnare av etapp 6 i Paris–Nice
1963
Vinnare  totalt av Paris–Luxemburg
Vinnare av etapp 1
Vinnare av Genua–Nice
2:a totalt i Paris–Nice
Vinnare av etapperna 2 och 5
2:a i Rund um den Henninger Turm
1964
Vinnare  av linjeloppet vid Tyska mästerskapen
Vinnare  totalt av Vuelta a Andalucía
Vinnare av etapperna 3 och 4
Vinnare av Flandern runt
Vinnare av Grand Prix Union-Brauerei
Vinnare av etapp 4 i Tour de France
Vinnare av etapp 8b (ITT) i Paris–Nice
Vinnare av Grand Prix du Parisien
2:a i Paris–Camembert
3:a i Gran Premio di Lugano
3:a i Trofeo Baracchi (med Tom Simpson)
6:a i La Flèche Wallonne
6:a i Rund um den Henninger Turm
8:a totalt i Tour of Belgium
Vinnare av etapp 2
1965
Vinnare av etapp 3 i Vuelta a España
Vinnare av etapperna 1 och 2 i Circuit du Provence
2:a  i linjeloppet vid Världsmästerskapen i landsvägscykling
2:a totalt i Paris–Nice
Vinnare av etapperna 1, 4 och 6b
2:a i Grand Prix des Nations
3:a i Critérium des As
7:a i Rund um den Henninger Turm
1966
Vinnare  av linjeloppet vid Världsmästerskapen i landsvägscykling
Vinnare av etapperna 1, 12 och 22b (ITT) i Tour de France
Vinnare av etapperna 7 och 11 i Giro d'Italia
Vinnare av Giro del Piemonte
Vinnare av Giro di Toscana
Vinnare av Bol d'Or des Monédières
3:a i La Flèche Wallonne
6:a totalt i Paris–Nice
Vinnare av etapp 3
6:a i Paris–Roubaix
1967
Vinnare av etapperna 6 och 11 i Giro d'Italia
Vinnare av Milano–Vignola
Vinnare av Cronostaffetta (med Gianni Motta och Franco Balmamion)
3:a i Paris–Roubaix
3:a i Giro di Campania
5:a totalt i Paris–Luxemburg
1968
Vinnare av Milano–Sanremo
Vinnare av etapperna 3b (ITT) och 5 i Vuelta a España
3:a totalt i Tirreno–Adriatico
Vinnare av etapp 2
3:a i Flandern runt
3:a i Gran Premio di Lugano
1969
Vinnare av prologen i Tour de France
Vinnare av Gran Premio di Lugano
Vinnare av Ronde de Seignelay
Vinnare av Maël-Pestivien
9:a totalt i Giro d'Italia
1970
Vinnare  av linjeloppet vid Tyska mästerskapen
Vinnare av Rund um den Henninger Turm
Vinnare av Sassari–Cagliari
Vinnare av prologen i Tour de Suisse
Vinnare av etapp 3 i Paris–Luxemburg
Vinnare av etapp 5 i Paris–Nice
3:a totalt i Vuelta a Mallorca
Vinnare av etapp 4
4:a totalt i Tour de Romandie

### Bana
1956
2:a i Tyska mästerskapen i madison för amatörer (med Willi Altig)
1957
 Tysk mästare i sprint för amatörer
 Tysk mästare i madison för amatörer (med Willi Altig)
 Tysk mästare i lagförföljelse för amatörer (med Willi Altig, Hans Mangold och Bernd Rohr)
1958
 Tysk mästare i madison för amatörer (med Willi Altig)
1959
 Världsmästare i förföljelselopp för amatörer
 Tysk mästare i madison för amatörer (med Willi Altig)
 Tysk mästare i lagförföljelse för amatörer (med Willi Altig, Hans Mangold och Dieter Wagner)
 Tysk mästare i förföljelselopp för amatörer
1960
 Världsmästare i förföljelselopp för professionella
 Tysk mästare i förföljelselopp
3:a vid Tyska mästerskapen i sprint
3:a i Frankfurts sexdagars (med Klaus Bugdahl)
3:a i Köpenhamns omnium
1961
 Världsmästare i förföljelselopp för professionella
 Tysk mästare i förföljelselopp
 Tysk mästare i madison (med Hans Junkermann)
2:a i Essens sexdagars (med Hans Junkermann)
3:a i madison vid Europamästerskapen (med Hans Junkermann)
3:a i New Yorks sexdagars (med Lucien Gillen)
1962
 Tysk mästare i sprint
 Tysk mästare i madison (med Hans Junkermann)
Vinnare av Berlins sexdagars (med Hans Junkermann)
Vinnare av Münsters sexdagars (med Hans Junkermann)
2:a i Dortmunds sexdagars (med Hans Junkermann)
2:a i Zürichs sexdagars (med Sigi Renz)
2:a i Essens sexdagars (med Hans Junkermann)
1963
 Europamästare i omnium
 Tysk mästare i madison (med Hans Junkermann)
Vinnare av Essens sexdagars (med Hans Junkermann)
2:a i Kölns sexdagars (med Hans Junkermann)
1964
 Tysk mästare i madison (med Hans Junkermann)
Vinnare av Dortmunds sexdagars (med Fritz Pfenninger)
Vinnare av Frankfurts sexdagars (med Hans Junkermann)
Vinnare av Essens sexdagars (med Hans Junkermann)
1965
 Europamästare i madison (med Hans Junkermann)
 Tysk mästare i madison (med Hans Junkermann)
Vinnare av Kölns sexdagars (med Sigi Renz)
Vinnare av Berlins sexdagars (med Dieter Kemper)
Vinnare av Frankfurts sexdagars (med Dieter Kemper)
2:a i Bremens sexdagars (med Rolf Roggendorf)
2:a i Dortmunds sexdagars (med Dieter Kemper)
2:a i Essens sexdagars (med Hans Junkermann)
3:a i madison vid Tyska mästerskapen (med Dieter Kemper)
3:a i Zürichs sexdagars (med Dieter Kemper)
1966
 Europamästare i omnium
Vinnare av Kölns sexdagars (med Dieter Kemper)
Vinnare av Dortmunds sexdagars (med Sigi Renz)
Vinnare av Berlins sexdagars (med Sigi Renz)
Vinnare av Bremens sexdagars (med Dieter Kemper)
Vinnare av Zürichs sexdagars (med Sigi Renz)
3:a i Essens sexdagars (med Dieter Kemper)
3:a i Gents sexdagars (med Sigi Renz)
1967
2:a i Frankfurts sexdagars (med Sigi Renz)
2:a i Kölns sexdagars (med Sigi Renz)
1968
Vinnare av Kölns sexdagars (med Sigi Renz)
Vinnare av Dortmunds sexdagars (med Patrick Sercu)
Vinnare av Frankfurts sexdagars (med Patrick Sercu)
Vinnare av Bremens sexdagars (med Sigi Renz)
Vinnare av Münsters sexdagars (med Klaus Bugdahl)
2:a i Milanos sexdagars (med Felice Gimondi)
1969
Vinnare av Gents sexdagars (med Sigi Renz)
3:a i Frankfurts sexdagars (med Sigi Renz)
3:a i Kölns sexdagars (med Sigi Renz)
3:a i Dortmunds sexdagars (med Sigi Renz)
3:a i Charlerois sexdagars (med Ferdinand Bracke)
1970
Vinnare av Dortmunds sexdagars (med Albert Fritz)
2:a i Zürichs sexdagars (med Albert Fritz och Louis Pfenninger)
2:a i Münsters sexdagars (med Albert Fritz)
3:a i Frankfurts sexdagars (med Albert Fritz)
3:a i Kölns sexdagars (med Eddy Merckx)
1971
Vinnare av Kölns sexdagars (med Albert Fritz)
Vinnare av Bremens sexdagars (med Albert Fritz)
2:a i Dortmunds sexdagars (med Albert Fritz)
2:a i Grenobles sexdagars (med Albert Fritz)

## Bildgalleri

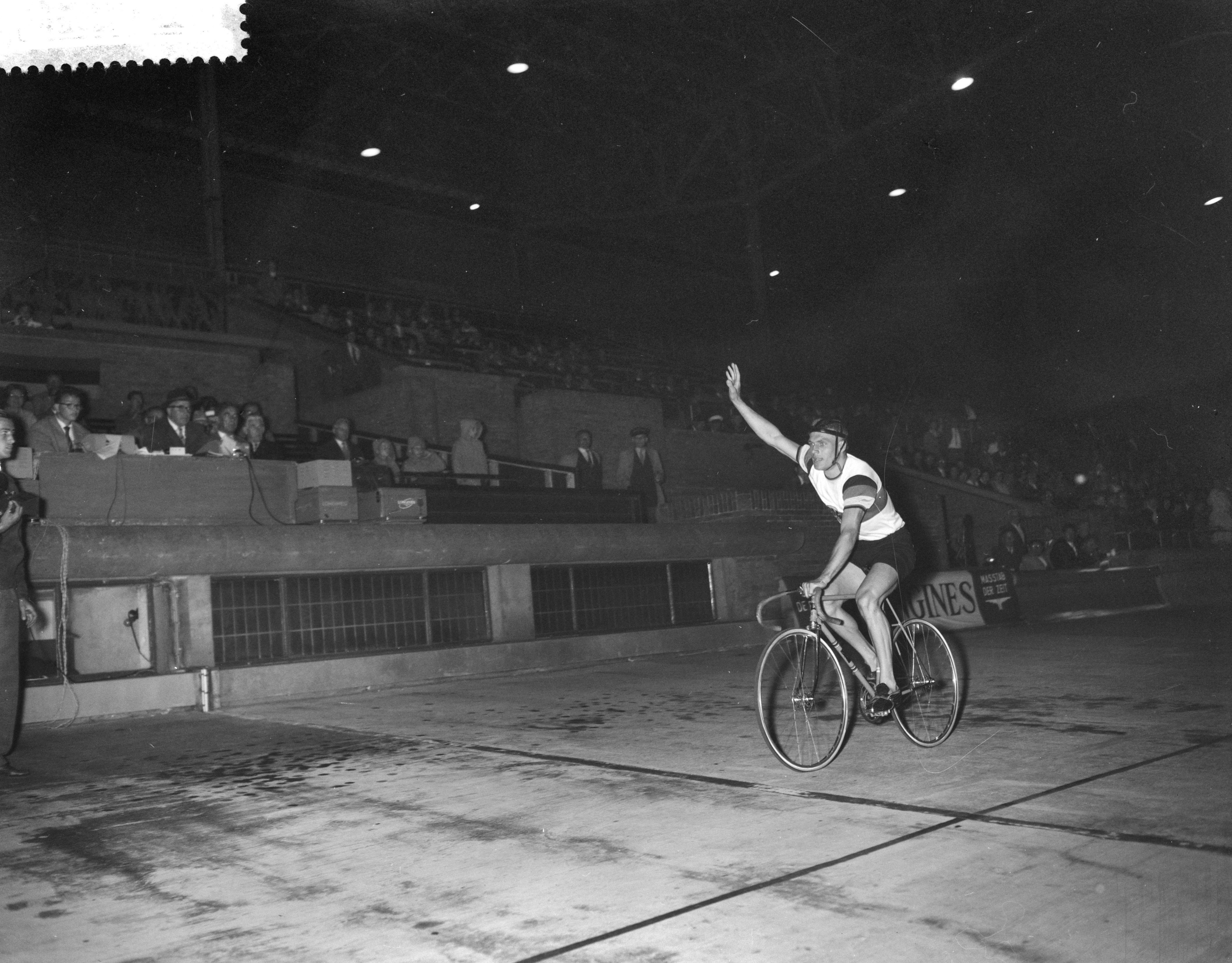
Rudi Altig vinner världsmästartiteln i förföljelselopp 1959.
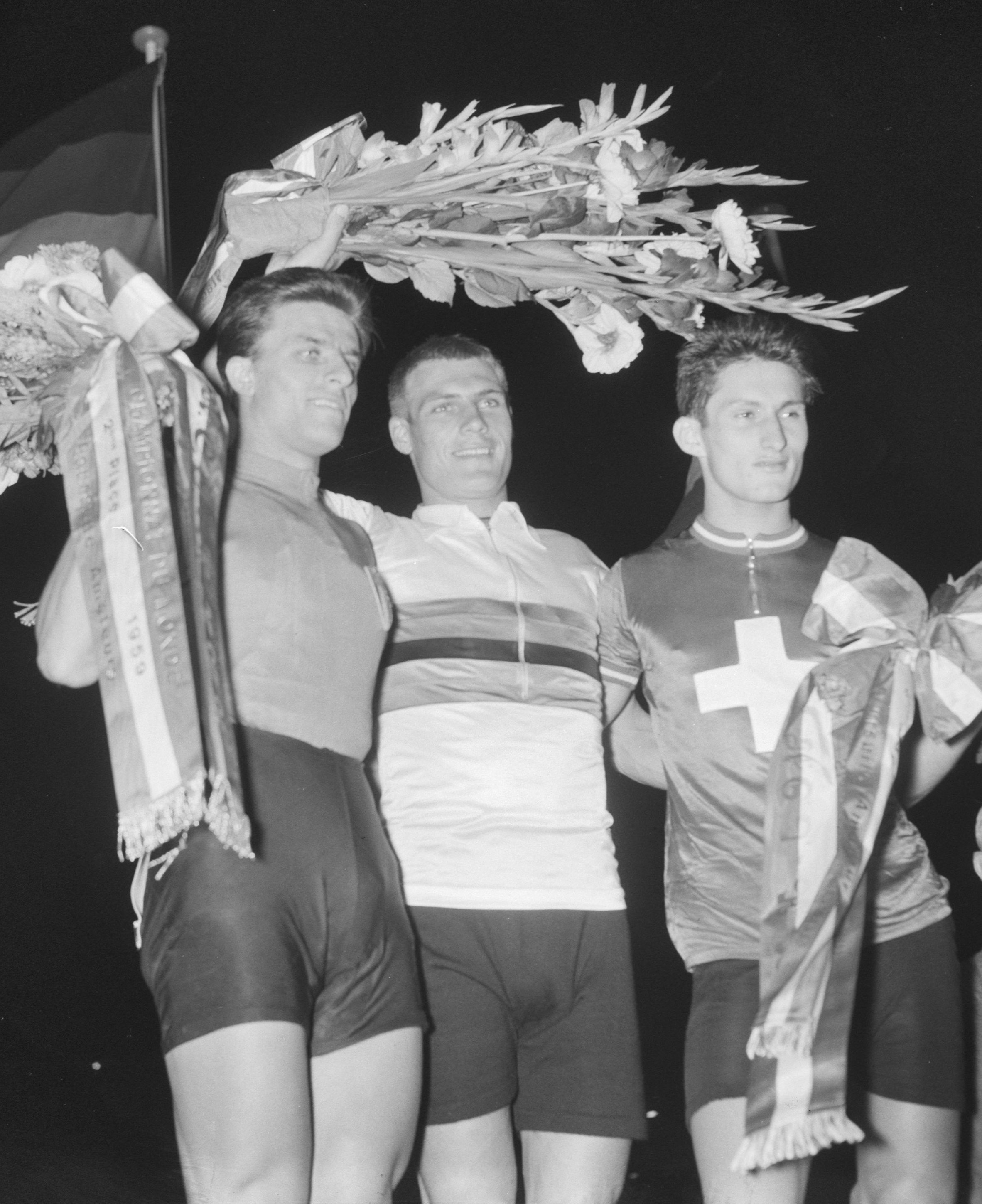
Rudi Altig som nybliven amatörvärldsmästare i förföljelselopp 1959 mellan tvåan Mario Valotto (till vänster) och trean Willy Trepp.
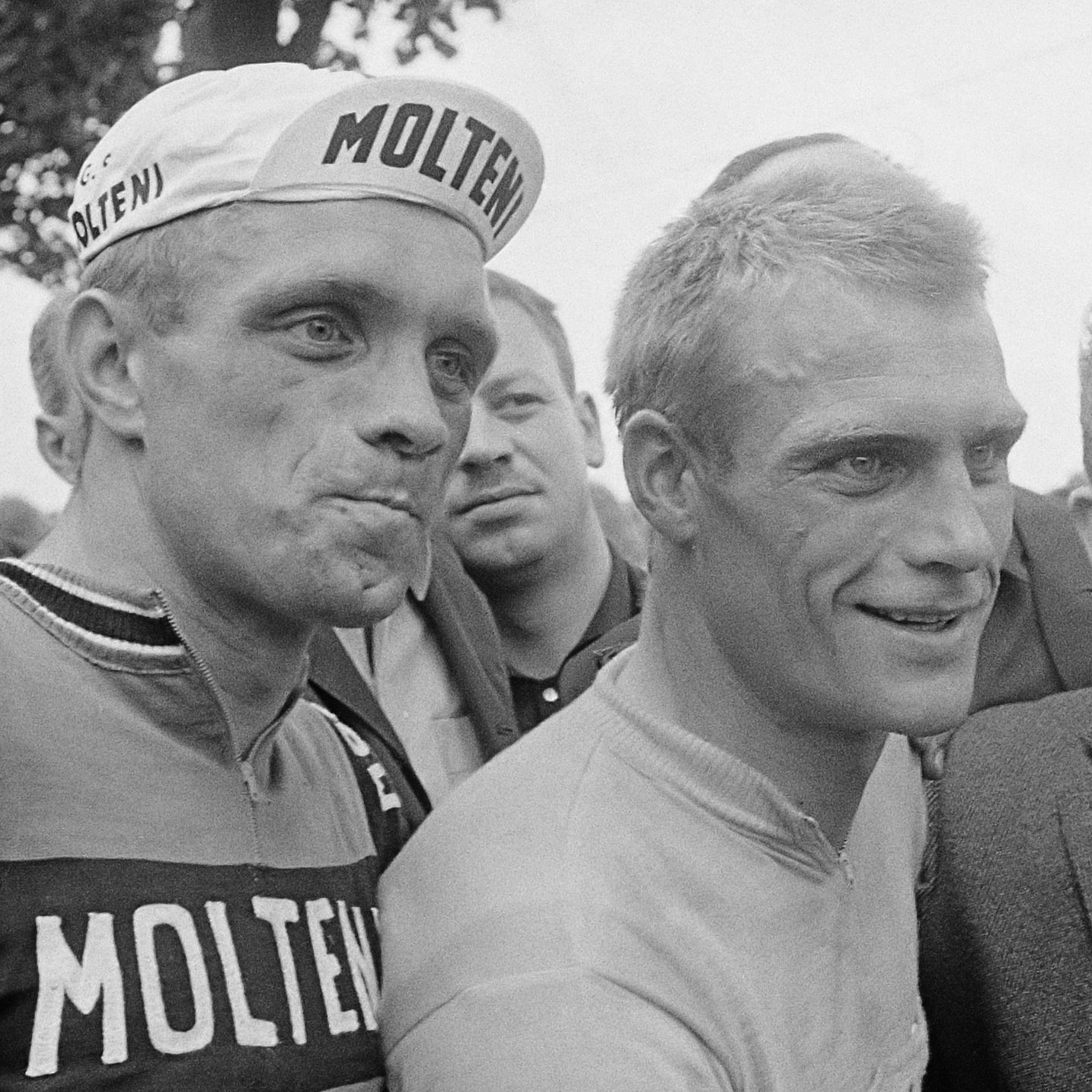
Bröderna Altig vid Tour de France 1966. Rudi till höger i ledartröjan.
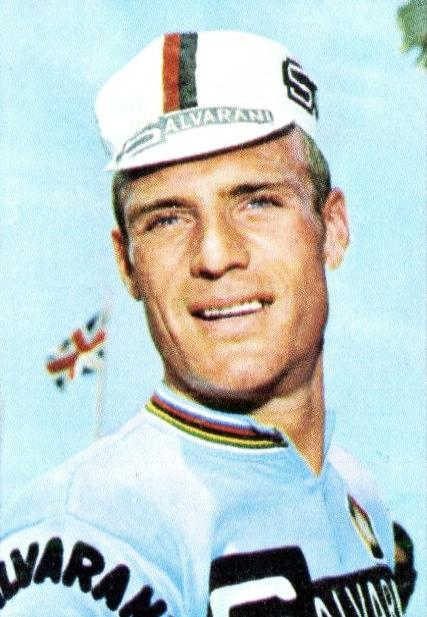
Rudi Altig 1969.
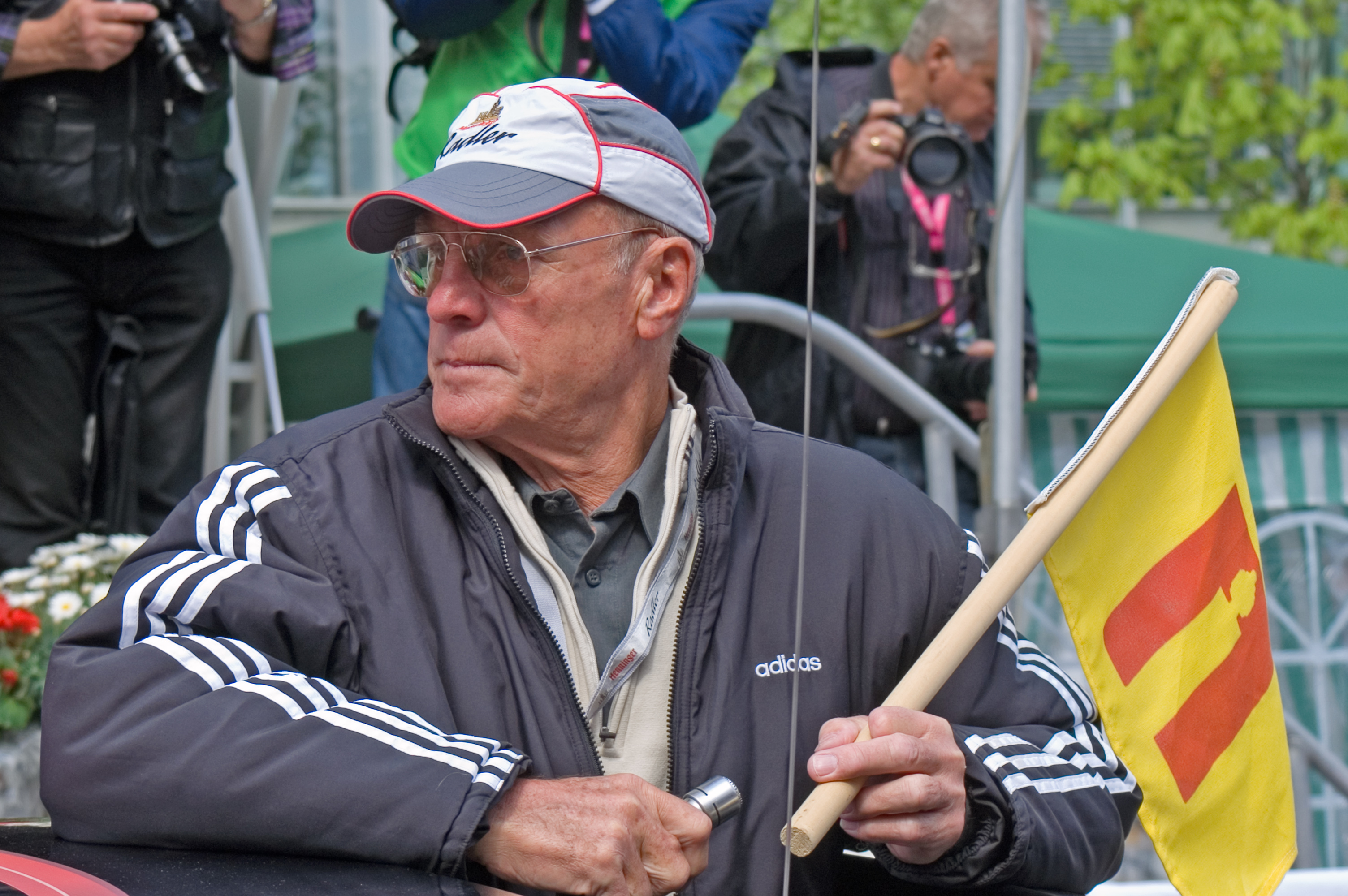
Rudi Altig som loppsdirektör med startflagga och mikrofon vid Rund um den Henninger Turm 2006.
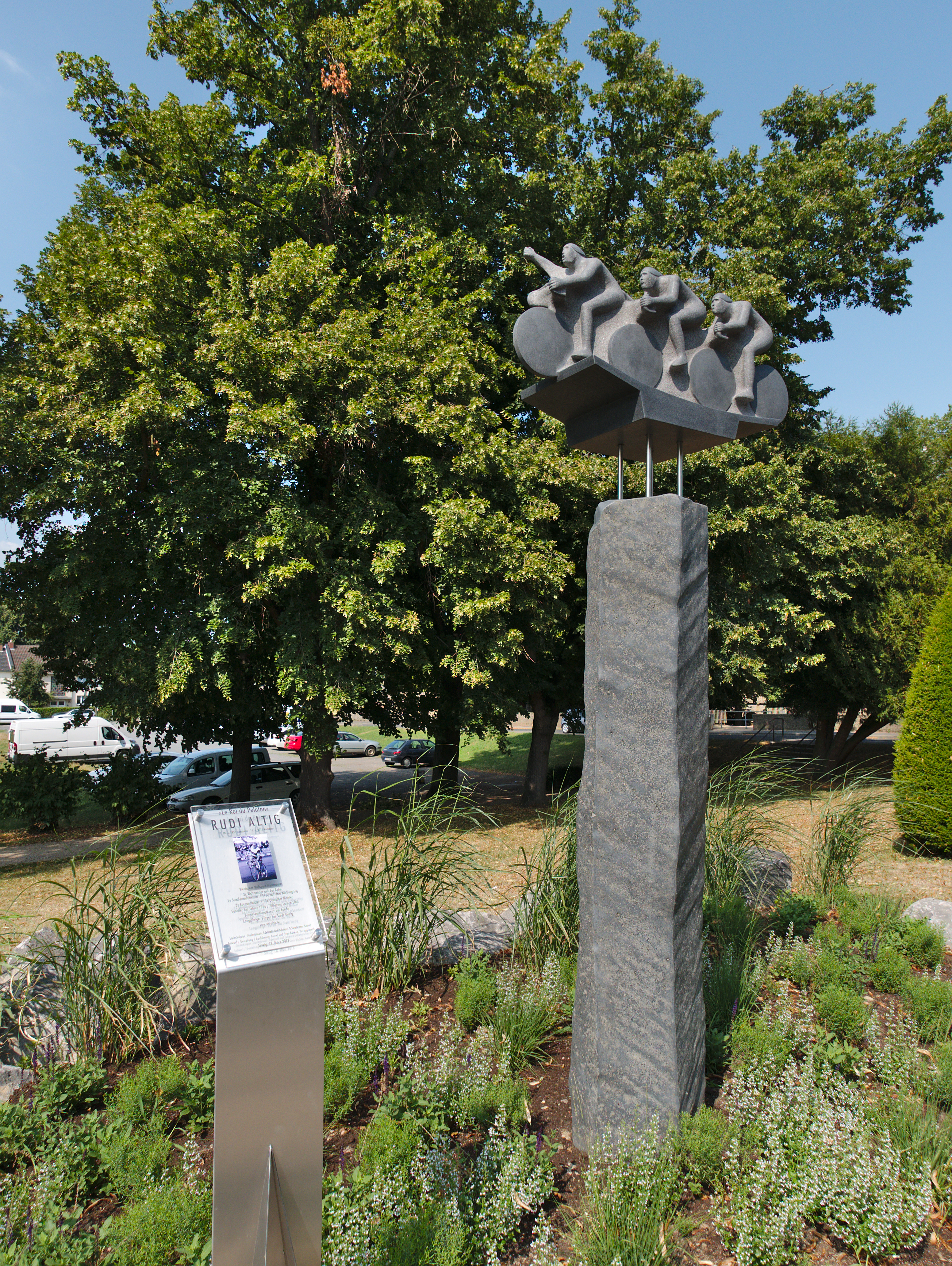
Le Roi du Peloton, minnesmärke över Rudi Altig i Sinzig (där Altig bodde nära Schauff-fabriken).